# Chrysosoma maculipenne
Chrysosoma maculipenne är en tvåvingeart som beskrevs av Guérin-Méneville 1831. Chrysosoma maculipenne ingår i släktet Chrysosoma och familjen styltflugor. Inga underarter finns listade i Catalogue of Life.